# Краснополье (Гомельская область)
Краснополье (бел. Краснаполле) — деревня в Холмечском сельсовете Речицкого района Гомельской области Белоруссии.

## География

### Расположение
В 33 км на юго-восток от районного центра и железнодорожной станции Речица (на линии Гомель — Калинковичи), 83 км от Гомеля.

## Транспортная сеть
Транспортные связи по просёлочной, затем автомобильной дороге Лоев — Речица. Планировка состоит из дугообразной улицы, ориентированной меридионально, к которой на севере и юге присоединяются короткие улицы. Застройка неплотная, деревянная, усадебного типа.

## История
По письменным источникам известна с XIX века как селение в Холмечской волости Речицкого уезда Минской губернии. В 1818 году местный помещик владел здесь 112 десятинами земли. В 1850 году владение графа Ракицкого. В 1879 году обозначена в Холмечском церковном приходе. Согласно переписи 1897 года действовали часовня, хлебозапасный магазин.
С 8 декабря 1926 года до 30 декабря 1927 года центр Краснопольского сельсовета Холмечского, с 4 августа 1927 года Речицкого районов Гомельского округа. В 1930 году организован колхоз «Красный флаг», работали кузница и ветряная мельница. 47 жителей погибли на фронтах Великой Отечественной войны. В 1945-46 годах в деревню переселились жители поселков Дворище и Жубовец (в настоящее время не существуют). Согласно переписи 1959 года в составе колхоза «Красный флаг» (центр — деревня Артуки).
До 31 октября 2006 года в составе Артуковского сельсовета.

## Население

### Численность
- 2004 год — 81 хозяйство, 171 житель.

### Динамика
- 1850 год — 26 дворов, 132 жителя.
- 1897 год — 46 дворов, 350 жителей (согласно переписи).
- 1908 год — 63 двора, 388 жителей.
- 1959 год — 457 жителей (согласно переписи).
- 2004 год — 81 хозяйство, 171 житель.

## Известные уроженцы
- И. В. Кулеш — Герой Социалистического Труда.